# 薩洛

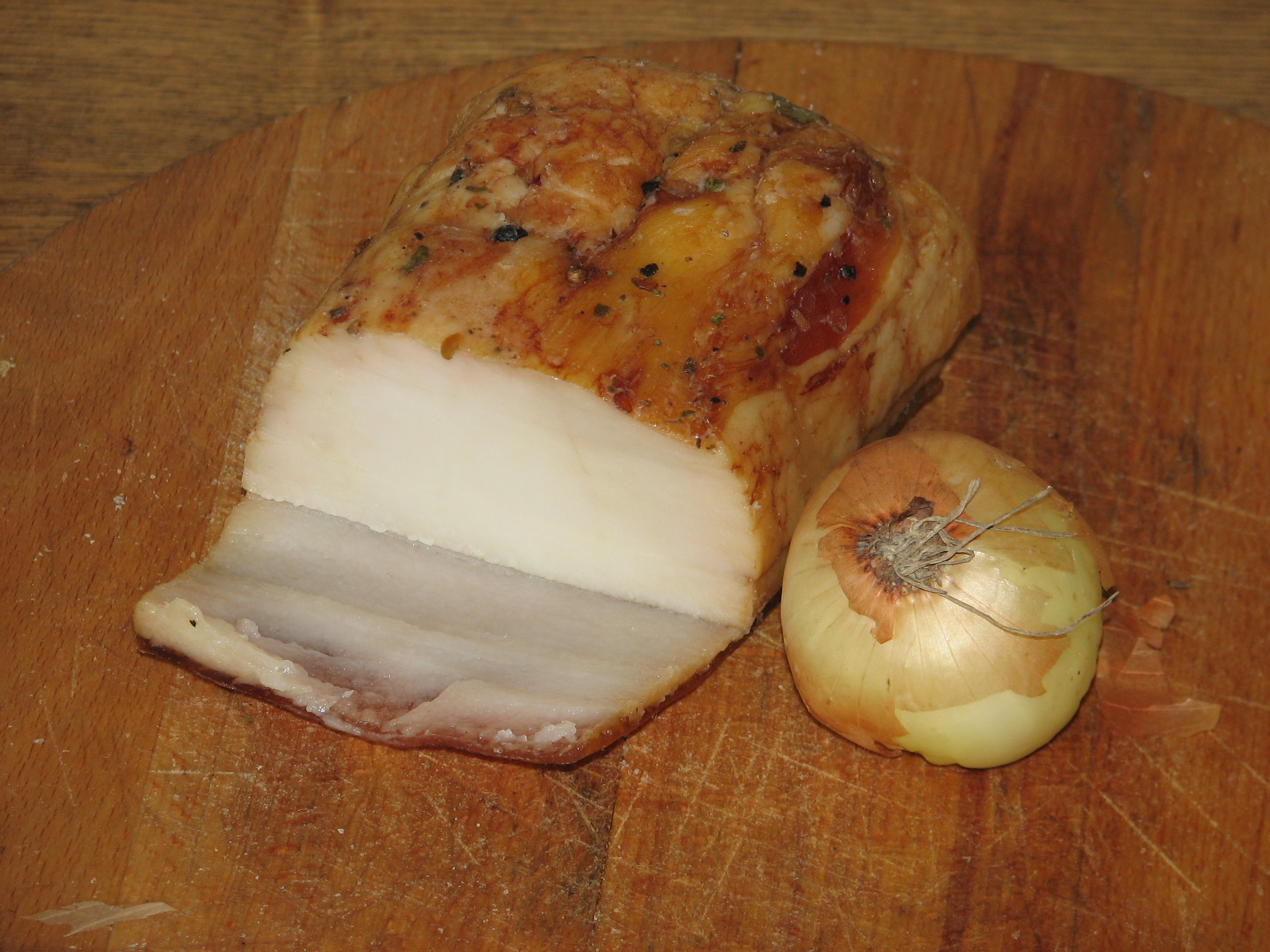

薩洛（烏克蘭語：сало，羅馬化：salo，發音：[ˈsɑlo] ⓘ）是東歐及中歐的傳統食物，類似臘肉，主要由豬后背的肥肉部份醃製而成。各地制作方法不尽相同，例如東歐用鹽醃製，中歐則會再加些辣椒等調味料，而南歐则多用煙燻。

## 保存
和臘肉一樣，不同的制作做法也是為了增加保存的時間。實際存放時，一般将薩洛切成塊狀，並與鹽層交替放在木桶或木盒中。
如果薩洛放置過久或于陽光下過度曝曬的話，表層便會氧化，因而只能將其拿去做其他的運用，如可以製作簡易的肥皂等。

## 食用
吃法非常多變，除了直接食用外，可搭配多種不同的食物，比如麵包、洋蔥、肉類等。也因味道較重，所以可作為調味料，如可加入羅宋湯裡或某些種類的香腸裡、或在飯類的菜色中加入薩洛炒出的油等。